# Rhynencina dysphanes
Rhynencina dysphanes är en tvåvingeart som först beskrevs av Steyskal 1979.  Rhynencina dysphanes ingår i släktet Rhynencina och familjen borrflugor. Inga underarter finns listade i Catalogue of Life.